# Clara Espar
Clara Espar Llaquet, née le 29 septembre 1994 à Barcelone (Espagne), est une joueuse espagnole de water-polo. Elle est médaillée d'argent aux Jeux de 2020.

## Carrière
Clara Espar est issue d'une famille de sportifs. Sa sœur, Anni Espar, est également une joueuse de water-polo internationale tandis que son père, Xesco Espar est l'ancien entraîneur de l'équipe de handball du FC Barcelone. Elle fait ses études à l'université d'État de San José où elle devient la première athlète à marquer un but durant chaque match disputé lors d'une saison. Elle part ensuite à l'université autonome de Barcelone.
En 2016, Espar remporte l'Europa League avec le CN Sabadell.
Elle fait partie de l'équipe espagnole battue en finale par les États-Unis lors des Jeux olympiques d'été de 2020.
Elle prend sa retraite internationale mais reste jouer en club en décembre 2021.

## Palmarès

### Jeux olympiques
- Jeux olympiques d'été de 2020 à Tokyo ( Japon) :
  -  médaille d'argent du tournoi féminin

### Championnats du monde
- Championnats du monde 2019 à Gwangju ( Corée du Sud) :
  -  médaille d'argent du tournoi féminin
- Championnats du monde 2017 à Budapest ( Hongrie) :
  -  médaille d'argent du tournoi féminin

### Championnats d'Europe
- Championnats d'Europe 2020 à Budapest ( Hongrie) :
  -  médaille d'or du tournoi féminin
- Championnats d'Europe 2018 à Barcelone ( Espagne) :
  -  médaille de bronze du tournoi féminin